# 大善寺 (須崎市)
大善寺（だいぜんじ）は高知県須崎市に所在する高野山真言宗の寺院。高野山、明星院と号す。本尊は弘法大師。四国八十八箇所霊場番外札所、四国別格二十霊場第五番札所、四国三十三観音霊場第十四番札所、土佐七福神霊場福禄寿札所。別名は須崎高野山、二つ石大師。
- 本尊真言：南無大師遍照金剛
- 御詠歌：みな人の 善を須崎の 高野寺 波の音さえ 法の声かな

## 概要
須崎市街地の南西端にある丘陵に位置する。丘陵の下の街中の道路脇（標高約4 m）に大師堂があり、階段を登った丘陵上（標高約25 m）に鐘楼、本堂がある。納経所は大師堂から東に回り込んだ本坊の中にある。さらに、本堂の右側から背後へ登って行くと金刀比羅宮が祀られている。

## 沿革
二つ石大師

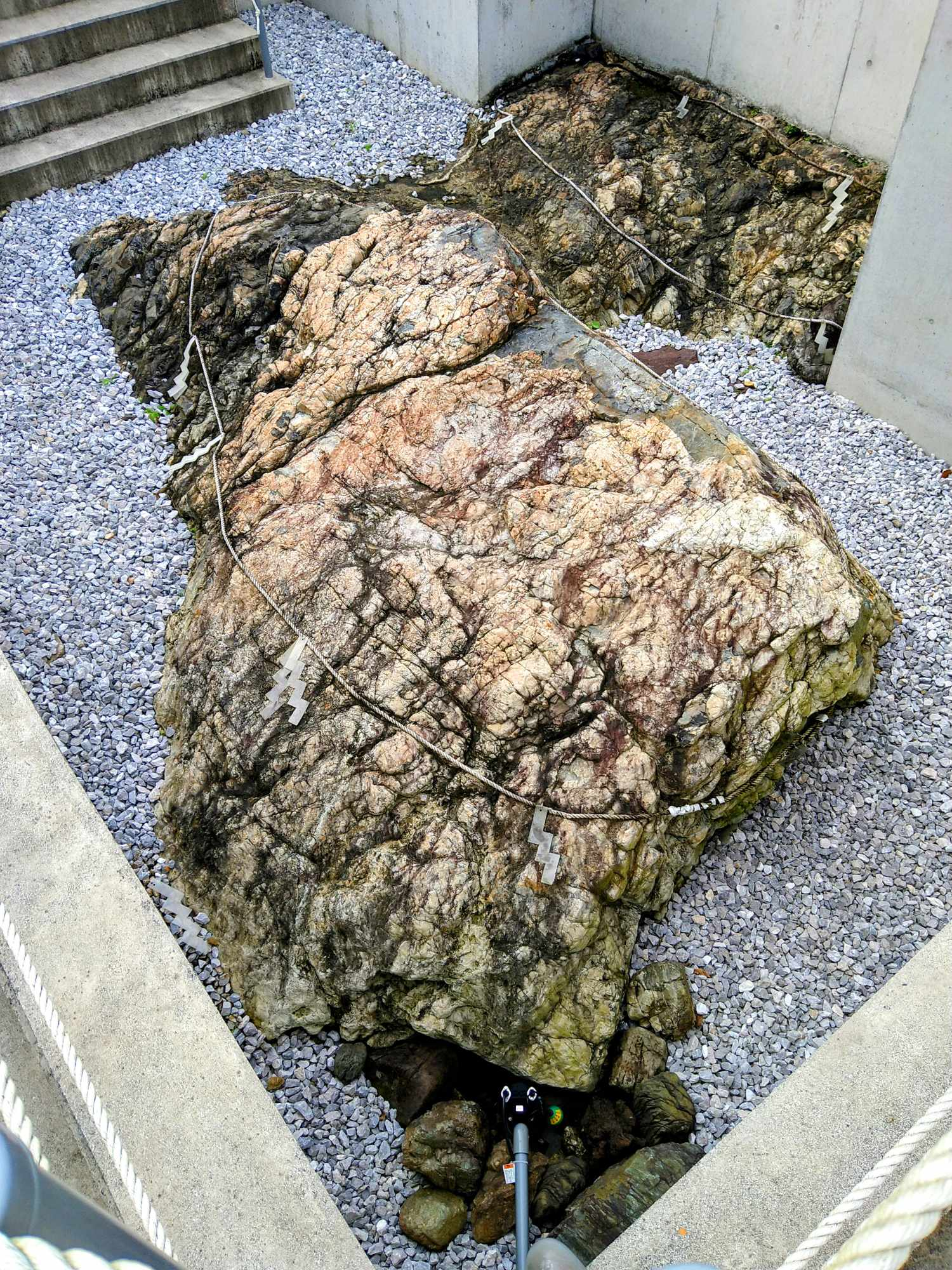
二つ石

伝承によれば、現在寺院がある丘陵は須崎湾に突き出た岬であった。ここには「波の二つ石」と呼ばれる二つの巨石があった。ここを通る際には、通常は丘陵を越えて通行していたが、干潮時は二つ石の端を通行していた。しかし、ここは「土佐の親不知」とも呼ばれる難所で突然の大波にさらわれる海難事故が絶えなかった。この岬は霊峰・石鎚山の南端に当たるとされ、不浄の者がここを通ると怪異に出会い難に遭うのだと言われた。
平安時代前期の弘仁6年（815年）空海（弘法大師）が42歳の時、四国霊場開創のため巡錫中に須崎を訪れた際この話を聞いた。空海はここで海難死亡者の菩提を弔い交通安全を祈願した。その後、ここに大師堂が結ばれたとされている。やがてこの大師堂は「二つ石大師」と呼ばれるようになった。二つ石は長年の波涛で周囲に土砂が堆積し陸地となった。昭和初期には防波堤が造られ、現在、二つ石は土中に埋まっている。
その二つ石のうち西側の石が令和4年1月21日掘り起こされた。その石は、現在の海岸より250 m内陸で当寺より道路を挟んで南側の民家だった一区画にあり6.5 m×3.5 m×2.5 mの黒っぽく一部は焦げ茶色で波に削られた跡があり付着した貝もある。東側の石は約15ｍ離れた住宅の下の場所にあると云われている。
大善寺
この寺院の名は、土佐藩の豪商・美濃屋が江戸時代後期の文化12年（1815年）に編纂した『南路志』に記録されている。元々、八幡山明星院大善寺と言い、大和国（現在の奈良県）長谷寺の僧坊・小池坊の末寺であったと伝えられ、現在地より東寄りの古市町にあり、本尊は阿弥陀如来（伝・恵信の作、現在不明）で、八幡神社の別当として末寺17ヶ寺を従える大寺であったと伝えられている。しかし、宝永4年（1707年）の宝永地震による津波で流され、古城山の麓に移ったとされている。
明治時代初期の廃仏毀釈により廃寺となったが、明治29年（1896年）廃寺となったことを惜しむ信徒により二ツ石大師の上部に寺院が復興された。

## 境内

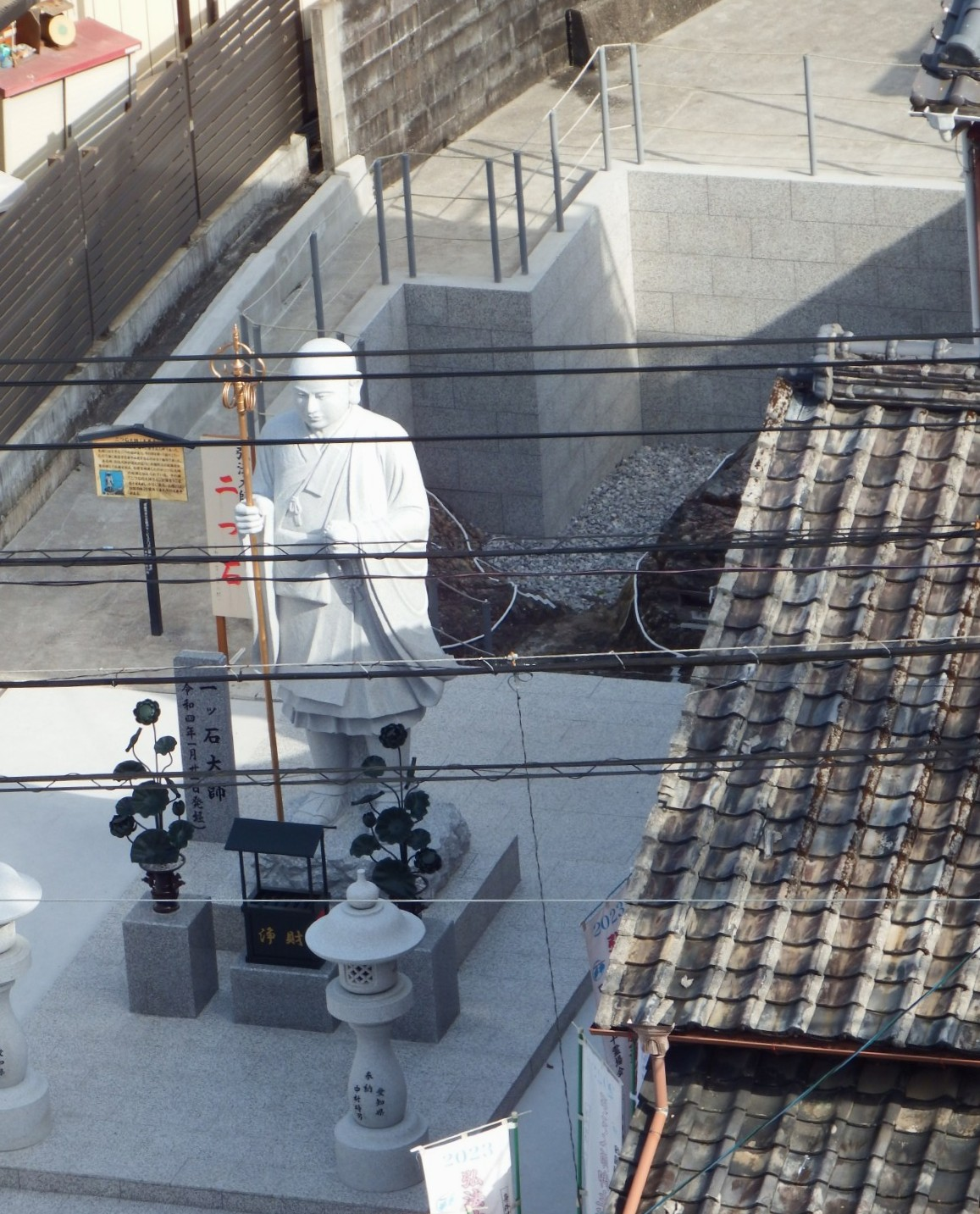
二つ石大師　2025年2月23日開眼

- 本堂：中央厨子に弘法大師。その前に弥勒菩薩。右に金剛界大日如来、左に阿弥陀如来坐像と阿弥陀如来立像。
- 高野山四社明神（祠）：丹生大明神・高野大明神・気比明神・厳島明神
- 手水舎：大師石像が立つ。
- 鐘楼：騒音防止のため使用禁止
- 大師堂：本尊・弘法大師。
- 有善会館（本坊）：入ってすぐに福禄寿を祀る。納経所。

県道388号から街中のお大師通りへ行くと道路脇に駐車場があり、すぐ上に大師堂、その前を通って大師堂の左の石段を上がって行くと本堂の壇に到達する。

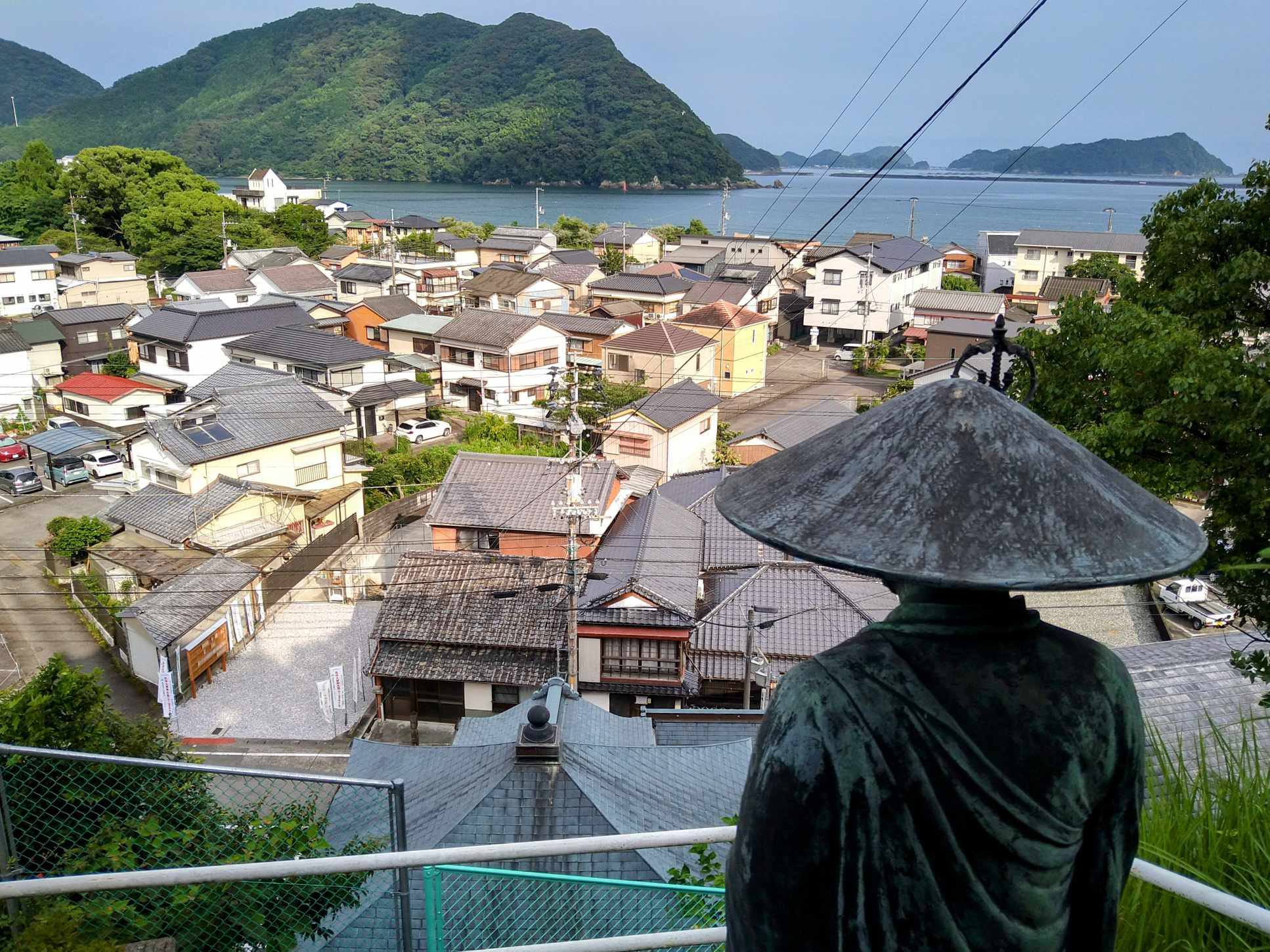
本堂への壇からの展望
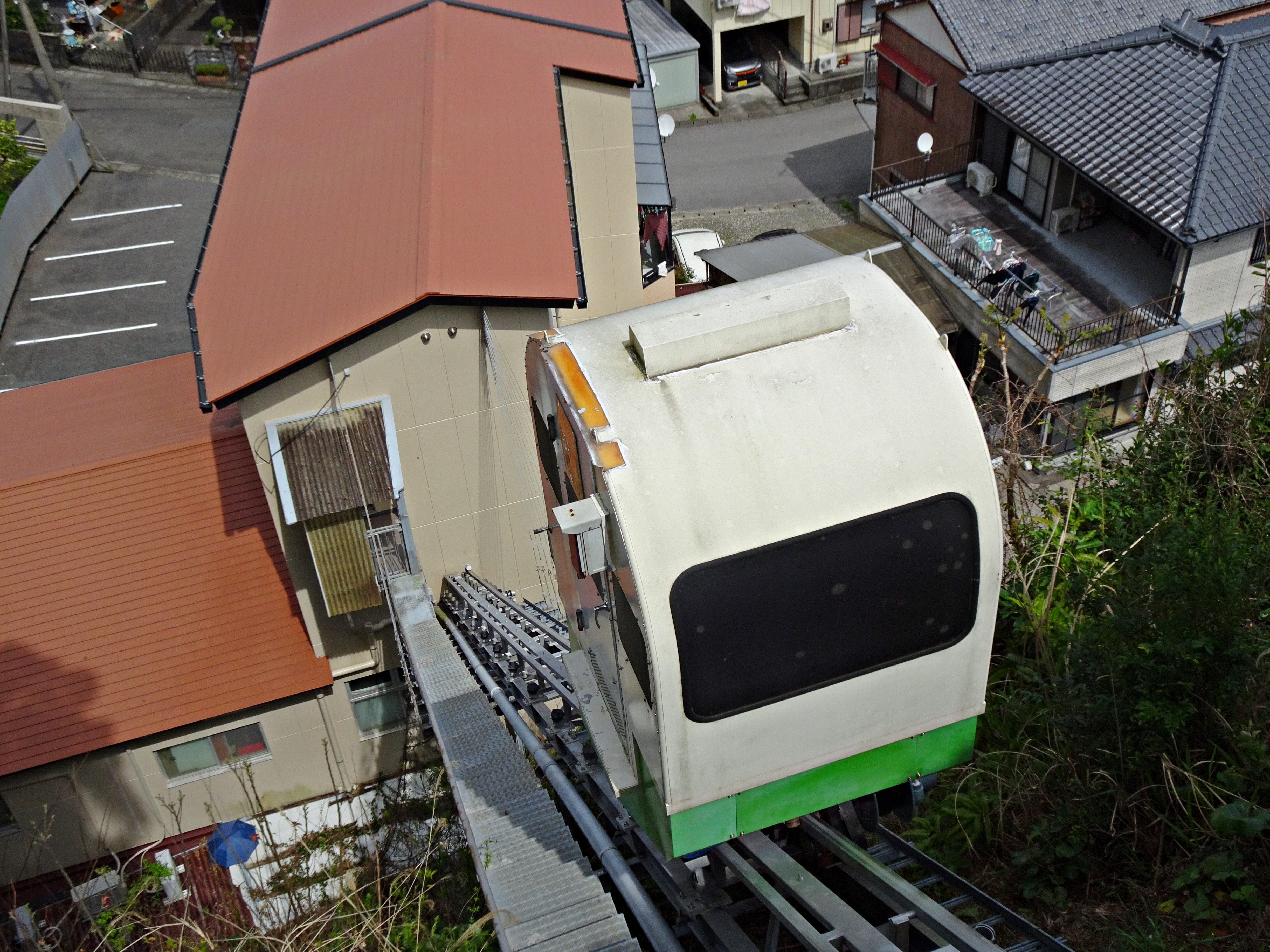
本坊から本堂へのモノレール
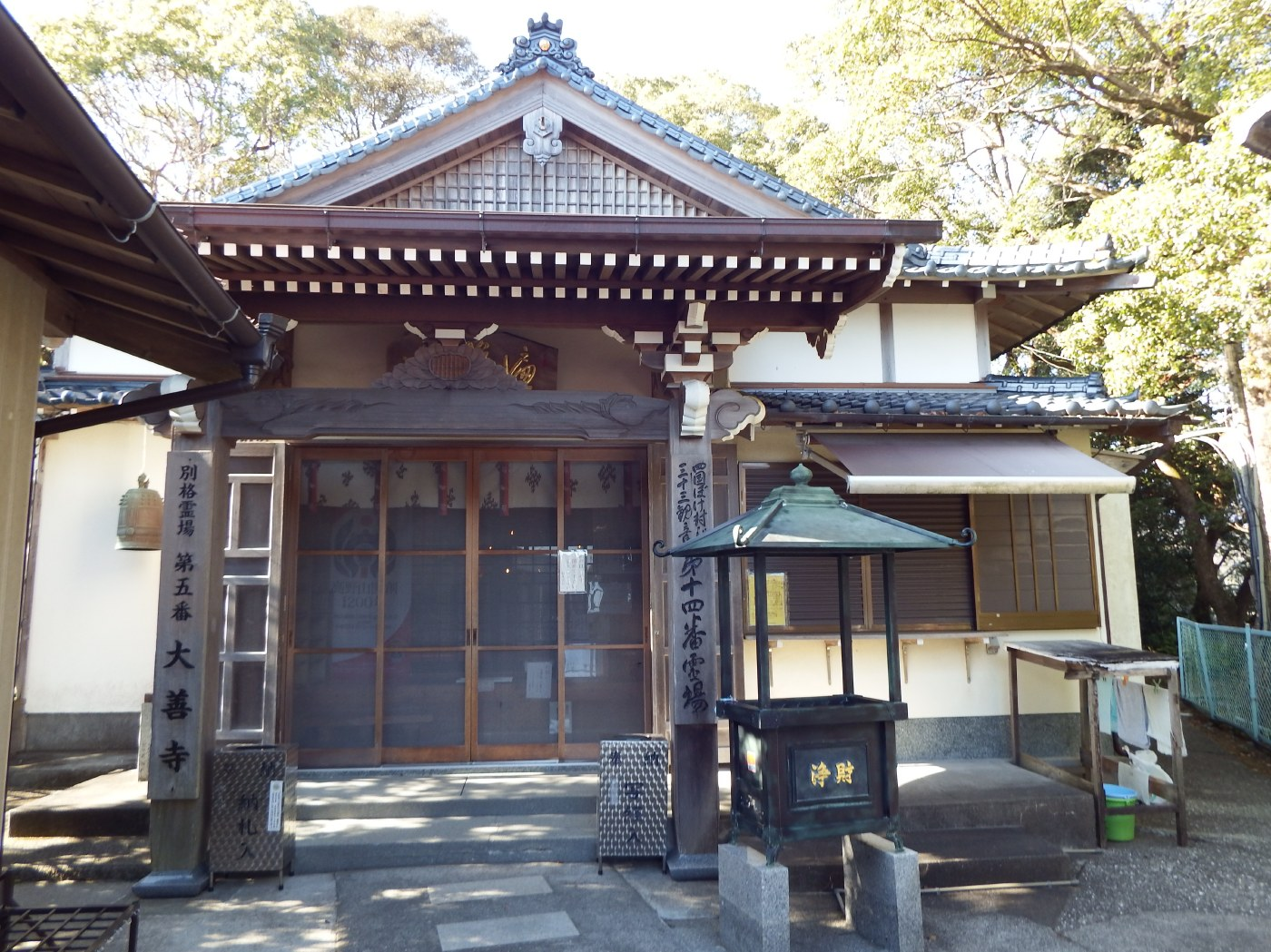
本堂
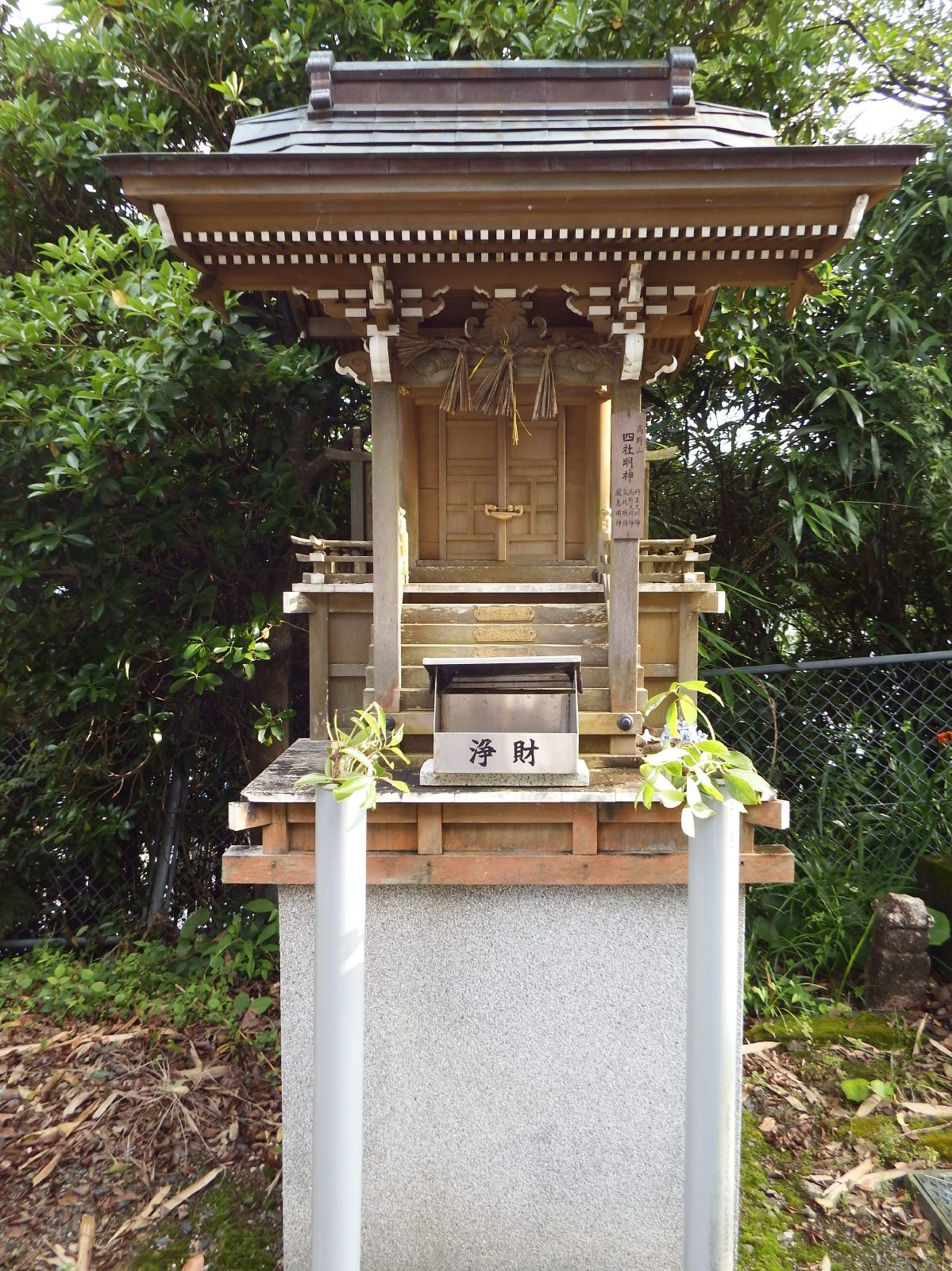
鎮守社祠
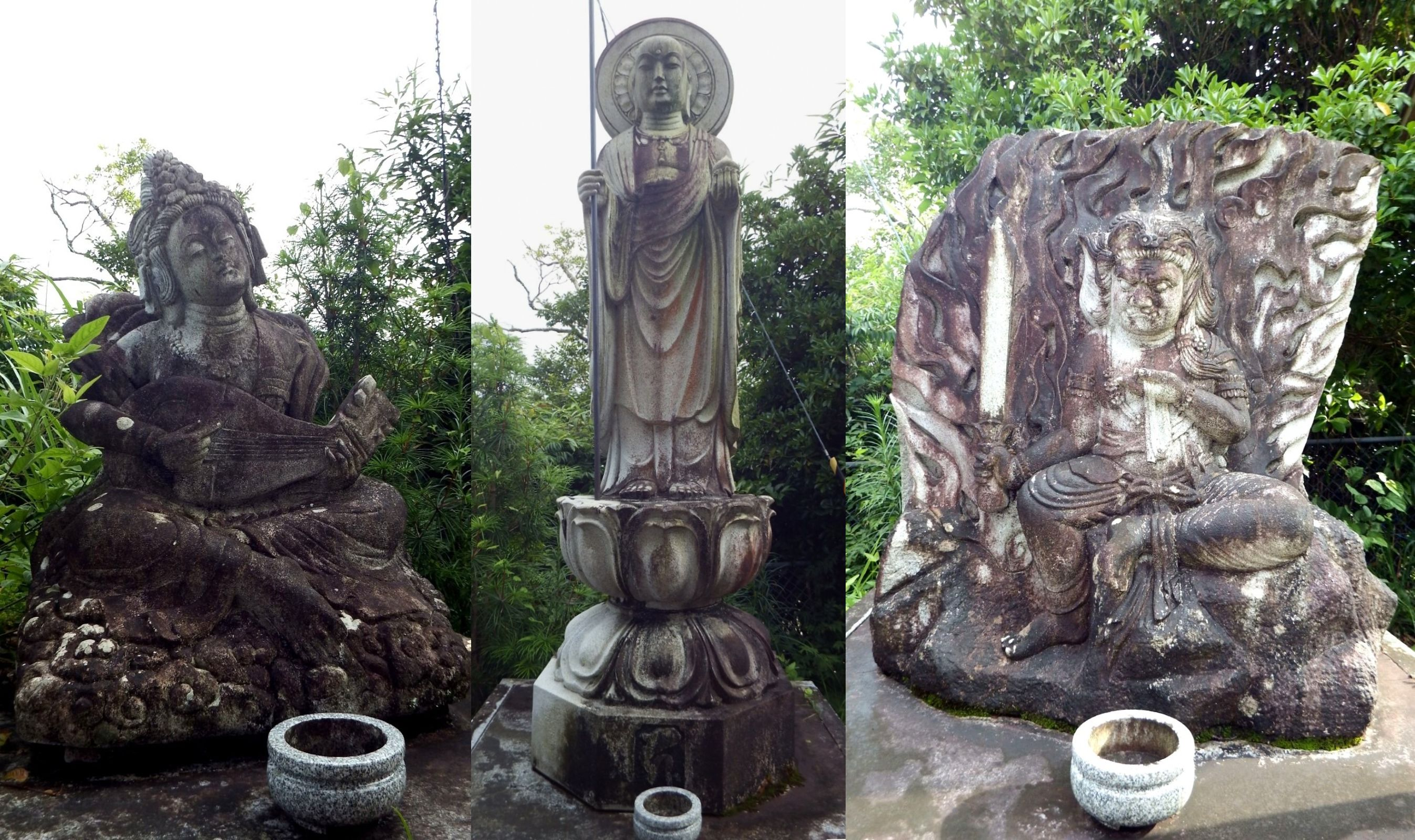
石仏

有料駐車場（普通車8台、大型１台）普通車で200円。

## 前後の札所
四国別格二十霊場
4 鯖大師本坊 --（室戸岬経由 155.2 km）-- 5 大善寺 --（檮原町・鬼北町経由 95.4 km）-- 6 龍光院

## 周辺

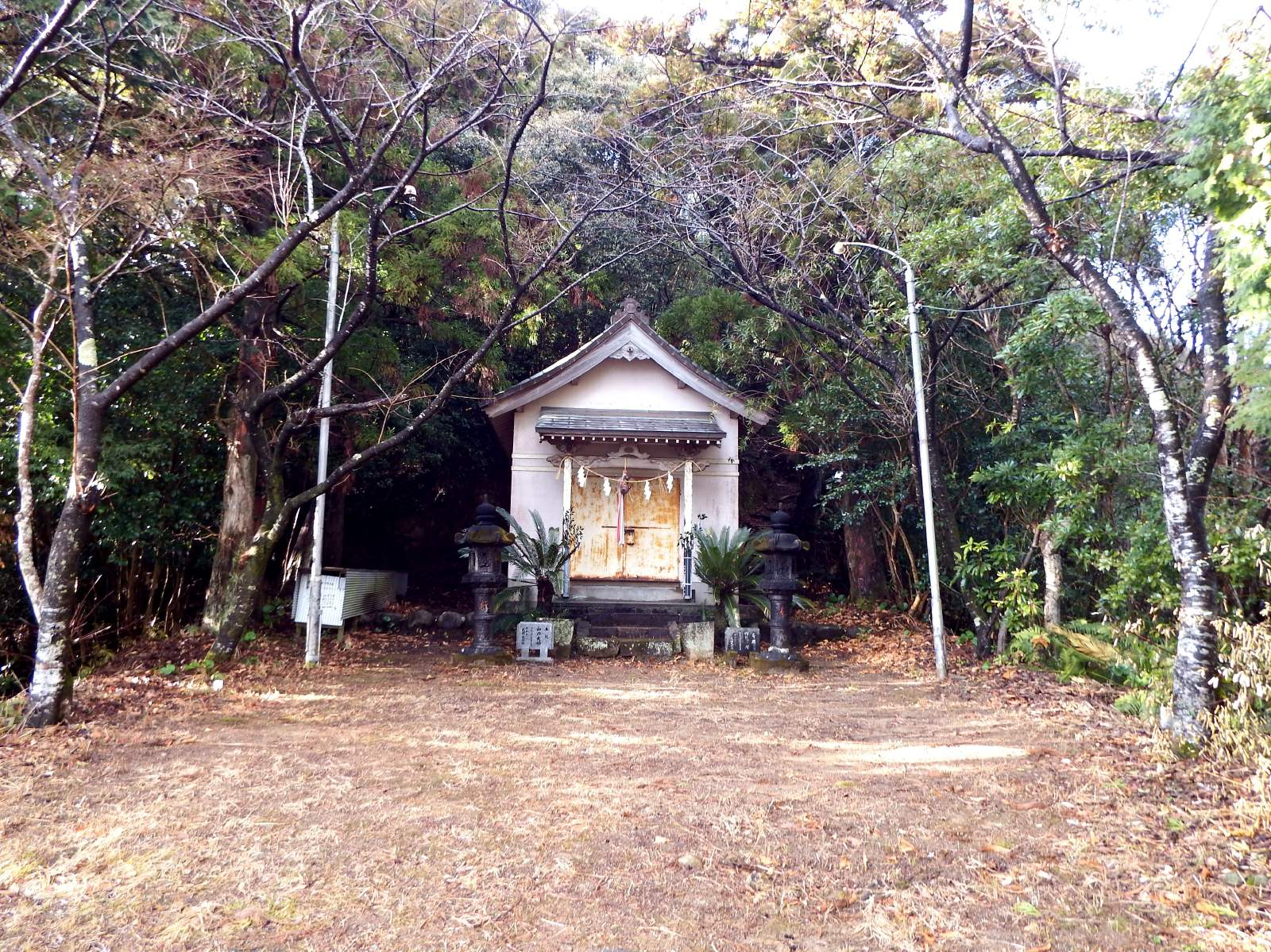
金刀比羅宮

- 金刀比羅宮：当寺大師堂の左に当宮名の扁額の鳥居があり参道を登ると当寺本堂境内のさらに上に当宮がある。